# Dansk Film-Avis - Brudstykker
Dansk Film-Avis - Brudstykker er en dansk dokumentarisk optagelse fra 1943.
er en dansk Ugerevy med dokumentariske optagelser fra omkring 1943; årstallet er anslået. Ugerevyen blev produceret af UFA film A/S, der var ejet af det tyske UFA, der var ejet af den tyske stat.
Den dansk producerede Dansk Film-Avis var en nazistisk ugerevy og udkom i årene 1941-1945. Den bestod typisk af tre dele: dansk stof, optaget af danske kameramænd, tysk stof fra Tyskland og reportager fra fronten, produceret af Deutsche Wochenschau.

## Handling
1. Atletik-landskamp, Sverige-Danmark, på Østerbro Stadion 17.-18. juli 1943. Optagelser af kuglestød, 400 meter hækkeløb, hvor Ole Dorph-Jensen sætter dansk rekord i tiden 53,4 sek., i 800 meter sætter Niels Holst-Sørensen ny dansk rekord med tiden 1 min. og 50,4 sek. Der er 1500 meter-løbet, diskoskast og 400 meter-løbet, som vindes af Sverige med Niels Holst-Sørensen på 2. pladsen. Sverige vinder også højdespringskonkurrencen med 1,96 meter. 110 meter hæk giver svensk dobbeltsejr.

2. I Berlin har Hitler-ungdom haft en stor opvisning med sportøvelser på det Olympiske Stadion.

3. Engelske krigsskibe angriber tyske krigsskibe, men beskydes fra luften.

4. Tyske soldater konkurrerer på svømning med tøj og kæntring af kanoer.

5. Friske og udhvilede tropper rykker frem til den russiske front.

## Medvirkende
- Dronning Alexandrine
- Prins Knud
- Prinsesse Caroline-Mathilde